# ایستگاه سوگامو
ایستگاه سوگامو (انگلیسی: Sugamo Station) یک ایستگاه قطار وابسته به خط یامانوته و متروی توئِی است که در توشیما-کو، توکیو در ژاپن واقع شده‌است.